# Saison 2005-2006 de la LNAH
Saison précédente Saison suivante
La saison 2005-2006 est la dixième saison de la Ligue nord-américaine de hockey, ligue de hockey sur glace du Québec. Chacune des neuf équipes joue cinquante-six parties. 

## Saison régulière

### Classement des équipes
Le Radio X de Québec remporte la saison régulière.
| Équipe                          | PJ | V  | D  | DP | DF | BP  | BC  | Pts |
| ------------------------------- | -- | -- | -- | -- | -- | --- | --- | --- |
| Radio X de Québec               | 56 | 43 | 12 | 1  | 0  | 291 | 196 | 87  |
| Saint-François de Sherbrooke    | 56 | 36 | 13 | 3  | 4  | 248 | 174 | 79  |
| Caron et Guay de Trois-Rivières | 56 | 33 | 14 | 0  | 9  | 209 | 176 | 75  |
| Dragons de Verdun               | 56 | 31 | 19 | 2  | 4  | 272 | 235 | 68  |
| Mission de Sorel-Tracy          | 56 | 27 | 24 | 4  | 1  | 222 | 223 | 59  |
| Prolab de Thetford Mines        | 56 | 25 | 25 | 1  | 5  | 216 | 228 | 56  |
| CRS Express de Saint-Georges    | 56 | 24 | 29 | 1  | 2  | 222 | 261 | 51  |
| Chiefs de Laval                 | 56 | 19 | 33 | 4  | 0  | 217 | 283 | 42  |
| Cristal de Saint-Hyacinthe      | 56 | 14 | 39 | 1  | 2  | 180 | 301 | 31  |

### Meilleurs pointeurs
| Joueur             | Équipe                          | PJ | B  | A  | Pts | Pun |
| ------------------ | ------------------------------- | -- | -- | -- | --- | --- |
| Marco Charpentier  | Radio X de Québec               | 55 | 51 | 62 | 113 | 26  |
| Dominic Chiasson   | Dragons de Verdun               | 56 | 52 | 56 | 108 | 18  |
| Frédéric Bouchard  | Radio X de Québec               | 54 | 25 | 68 | 93  | 67  |
| David Saint-Pierre | Mission de Sorel-Tracy          | 50 | 33 | 55 | 88  | 16  |
| Claude Morin       | CRS Express de Saint-Georges    | 56 | 28 | 59 | 87  | 28  |
| Michel Picard      | Prolab de Thetford Mines        | 55 | 50 | 37 | 87  | 35  |
| Éric Doucet        | Dragons de Verdun               | 55 | 33 | 53 | 86  | 18  |
| Jonathan Roy       | Radio X de Québec               | 56 | 34 | 50 | 84  | 53  |
| Éric Bellerose     | Caron et Guay de Trois-Rivières | 56 | 30 | 54 | 84  | 50  |
| Philippe Audet     | CRS Express de Saint-Georges    | 53 | 35 | 48 | 83  | 92  |